# Steinkreuz bei Hagsbronn

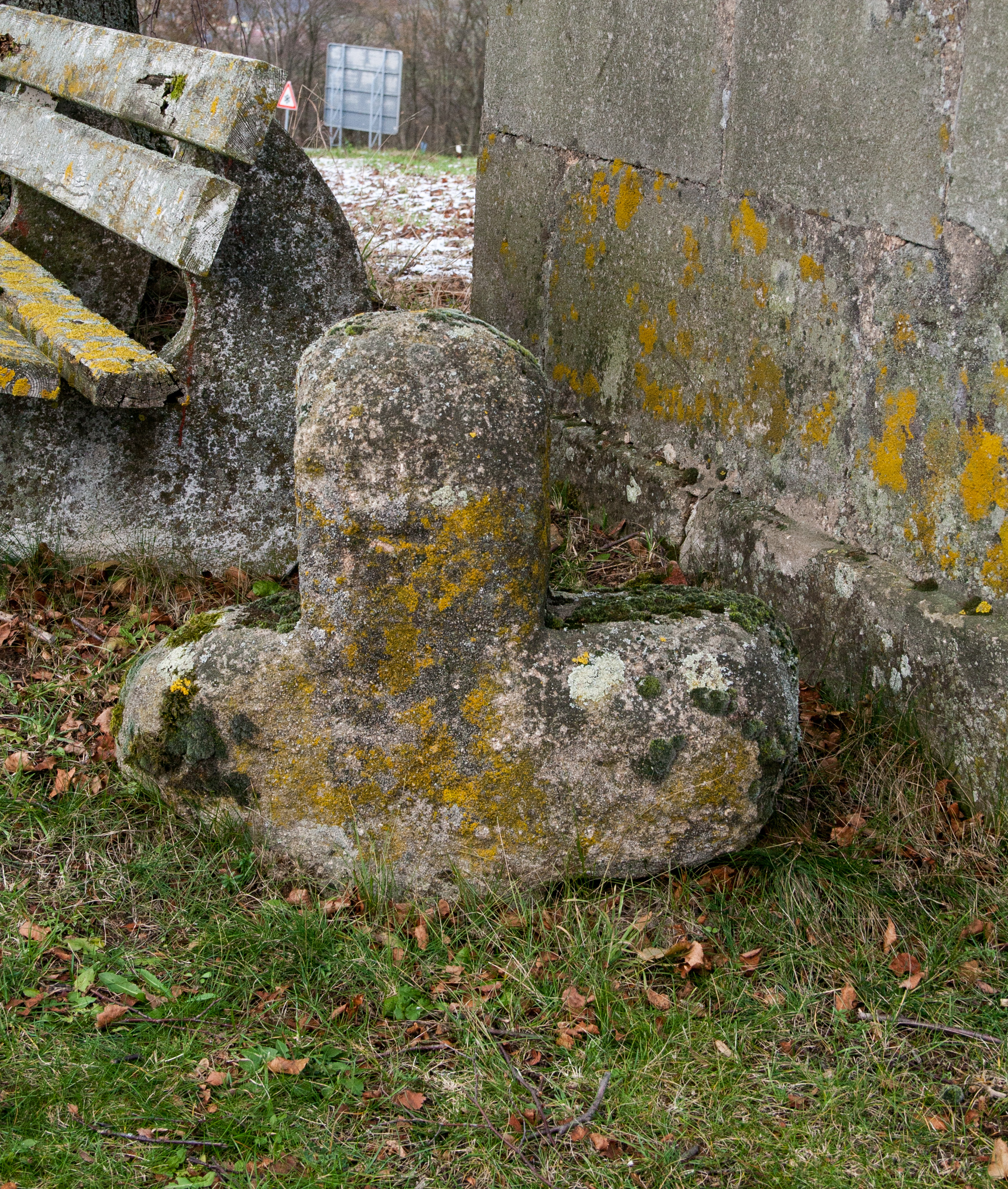
Steinkreuz bei Hagsbronn

Das Steinkreuz bei Hagsbronn ist ein historisches Flurdenkmal bei Hagsbronn, einem Gemeindeteil der mittelfränkischen Stadt Spalt im Landkreis Roth in Bayern.

## Beschreibung

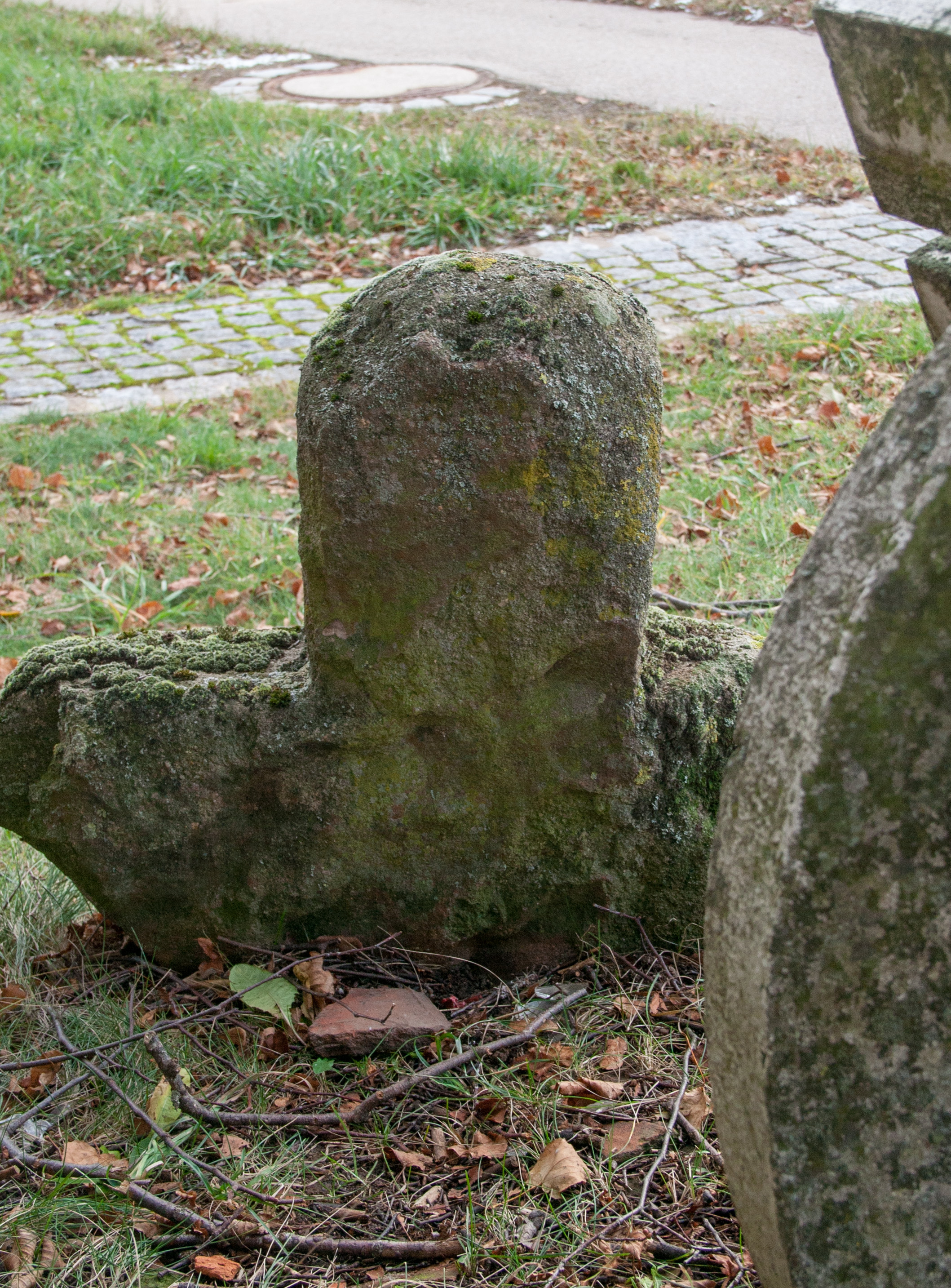
Rückseite des Steinkreuzes

Das kleine Steinkreuz steht etwa 100 Meter südöstlich von Hagsbronn. Es steht dort östlich eines Kreisverkehrs der Kreisstraßen RH13 und RH18. Das Kreuz befindet sich in Gesellschaft zu einer kleinen Wegkapelle. Das Kleindenkmal ist tief bis fast zu den Querbalken eingesunken, besteht aus Sandstein und ist mäßig stark verwittert. Es hat die Abmessungen 50 × 50 × 20 cm. Der linke Arm ist verkürzt und der rechte Arm weist Abschläge auf. Oberhalb des Kreuzungsfeldes ist auf der Vorderseite ein Kreuz eingeritzt.
Es handelt sich wohl um ein Sühnekreuz. Wann genau und warum es aufgestellt wurde, ist nicht bekannt. Die Aufstellung erfolgte sicherlich weit vor der Erstellung der Kapelle im 19. Jahrhundert. Möglicherweise wurde es später erst auch an diesen Standort versetzt.
Über die Geschichte und anhängige Sagen ist nichts bekannt.

## Marienkapelle

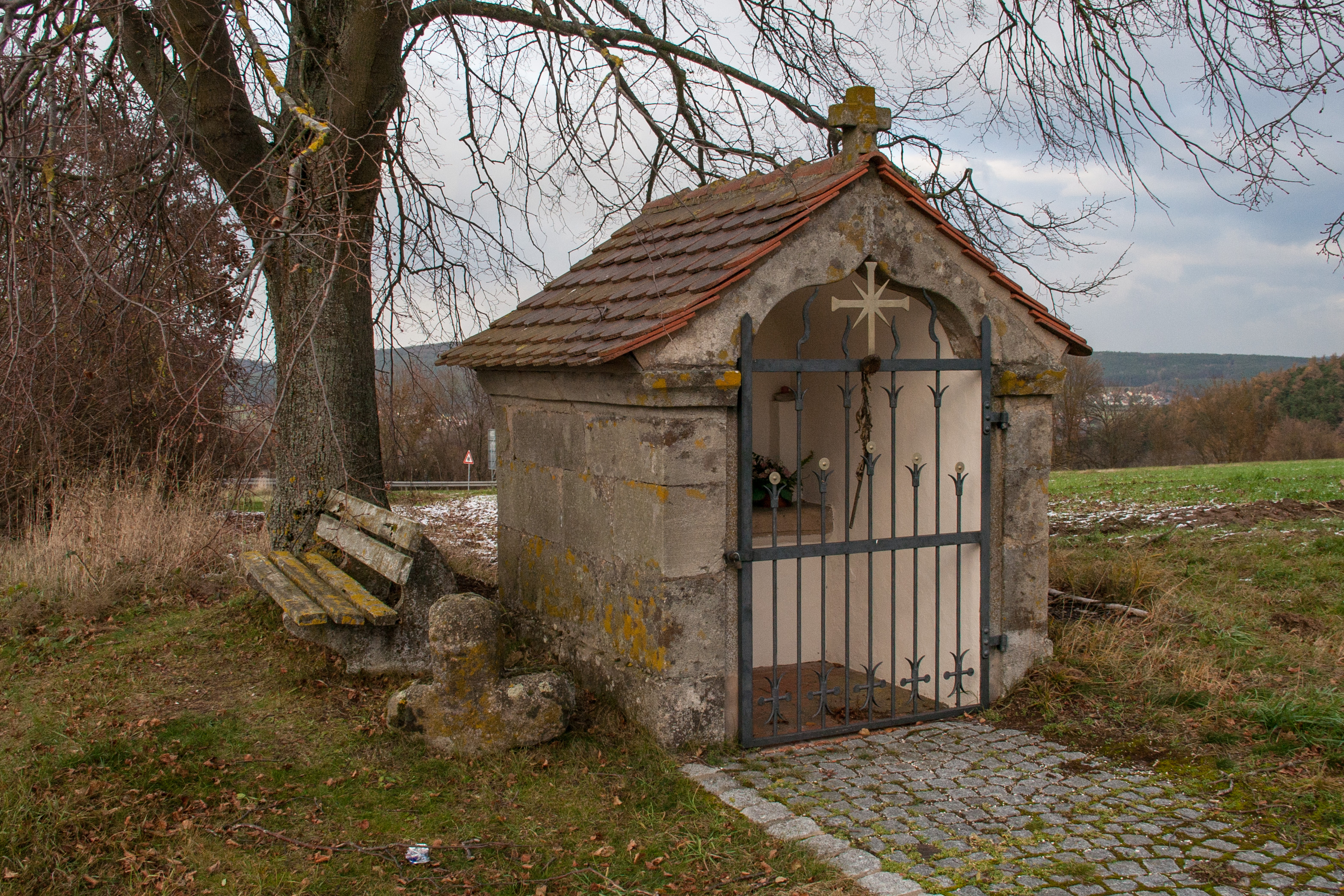
Kapelle mit dem Steinkreuz

Die kleine Wegkapelle wird lokal Marienkapelle genannt. Es ist ein Sandsteinquaderbau mit einem Satteldach und einem Giebelkreuz. An der Vorderseite ist der Innenraum mit einem Gittertor verschlossen. Die aus dem 19. Jahrhundert stammende Kapelle ist vom Bayerischen Landesamt für Denkmalpflege als Baudenkmal (D-5-76-147-224) ausgewiesen.